# Louviers
Louviers is een gemeente in het Franse departement Eure (regio Normandië). De gemeente telde 18.347 inwoners op 1 januari 2022. Louviers ligt op 100 km van Parijs en 30 km van Rouen. De plaats maakt deel uit van het arrondissement Les Andelys.

## Geschiedenis
De eerste schriftelijke vermelding van de naam Louviers: Locos veteris gaat terug tot de 9e eeuw in de annalen van St Bertin. Waarschijnlijk is de term "-viers" echter van Keltische oorsprong zoals in de namen van andere steden: Reviers (Calvados); Grand-Laviers (Somme) of Verviers (België). Het betekent dan "rivier of "water".
De stad werd gedurende de Honderdjarige Oorlog diverse malen belegerd, dan weer door Engelsgezinden, dan weer door de Fransen, ingenomen en verwoest. 
In 1562 moest het parlement van Normandië tijdens de Hugenotenoorlogen van Rouen uitwijken naar Louviers. Het schilderachtige, oude vakwerkhuis, waarin het tijdelijk zetelde, het Maison du Parlement, is tot op de huidige dag gespaard gebleven.
Van de 15e eeuw tot aan de Franse Revolutie was de textielnijverheid, waaronder de productie van batist, bepalend voor de economie van de stad. Aan het einde van de18e eeuw werkten meer dan 5.700 arbeiders in deze industrietak.
Louviers werd zoals meerdere Normandische steden tijdens de Tweede Wereldoorlog grotendeels vernield. Dit gebeurde voornamelijk tussen 10 juni en 14 juni 1940 tijdens de verovering van de plaats door Duitse troepen. Daarnaast werd het oostelijk deel van Louviers afgebrand als vergeldingsactie voor het doden van een Duitse onderofficier door een burger. Kort na het einde van de oorlog is Louviers heropgebouwd. Doordat de heropbouw snel moest gebeuren, en er geen gebruik meer is gemaakt van het typisch Normandisch vakwerk, is veel van de oorspronkelijke charme van Louviers verloren gegaan.
Na de Tweede Wereldoorlog begon de krimp van de textielindustrie en na de eeuwwisseling sloot de laatste textielfabriek van de stad, Audresset.
In grote delen van de 20e eeuw was Louviers een bolwerk van politiek links, af en toe zelfs radicaal links. Van 1935 tot 1939 en van 1953 tot 1958 was Pierre Mendès-France, van wiens verre verwanten er een aantal uit Louviers afkomstig waren, burgemeester van de stad. In het midden van de jaren 1960 werd in de stad korte tijd geëxperimenteerd met een alternatief bestuur door linkse, deels partijloze politici. 

## Bezienswaardigheden
- Onze-Lieve-Vrouwekerk (Notre Dame), gotische kerk (1197-1240) die werd uitgebreid in de 15e en 16e eeuw. Het laatgotisch zuidportaal en zijn voorhal zijn rijk versierd. Het interieur is fraai met beeldhouwwerken uit de 14e tot de 16e eeuw, interessante grafmonumenten en glasramen uit de 16e eeuw.
- Kerk van St.Germain met een koorgewelf uit de 14e eeuw[3]
- "Kasteel" Saint-Hilaire, in 1907  in een reconstructie van Normandische vakwerkstijl verbouwd 18e-eeuws herenhuis; hiervoor zijn materialen van soms zeer oude, elders gesloopte gebouwen hergebruikt; het gebouw is deels bewoond, deels in gebruik als sociale instelling
- Het Maison du Parlement (1562)
- Doorkijkjes in de stad naar de zeven armen van het riviertje de Eure
- Musée de Louviers, in een statig gebouw uit 1888 gevestigd; dit is een streekmuseum, maar er is ook een collectie fotografie- en schilderkunst  van vooral regionaal bekende schilders, voornamelijk daterend uit de periode 1900-1940. Verder is er een permanente expositie inzake de lokale textielproductie.

## Geografie
De oppervlakte van Louviers bedroeg op 1 januari 2022 27,06 vierkante kilometer; de bevolkingsdichtheid was toen 678 inwoners per km². De rivier Eure stroomt door Louviers.
De onderstaande kaart toont de ligging van Louviers met de belangrijkste infrastructuur en aangrenzende gemeenten.

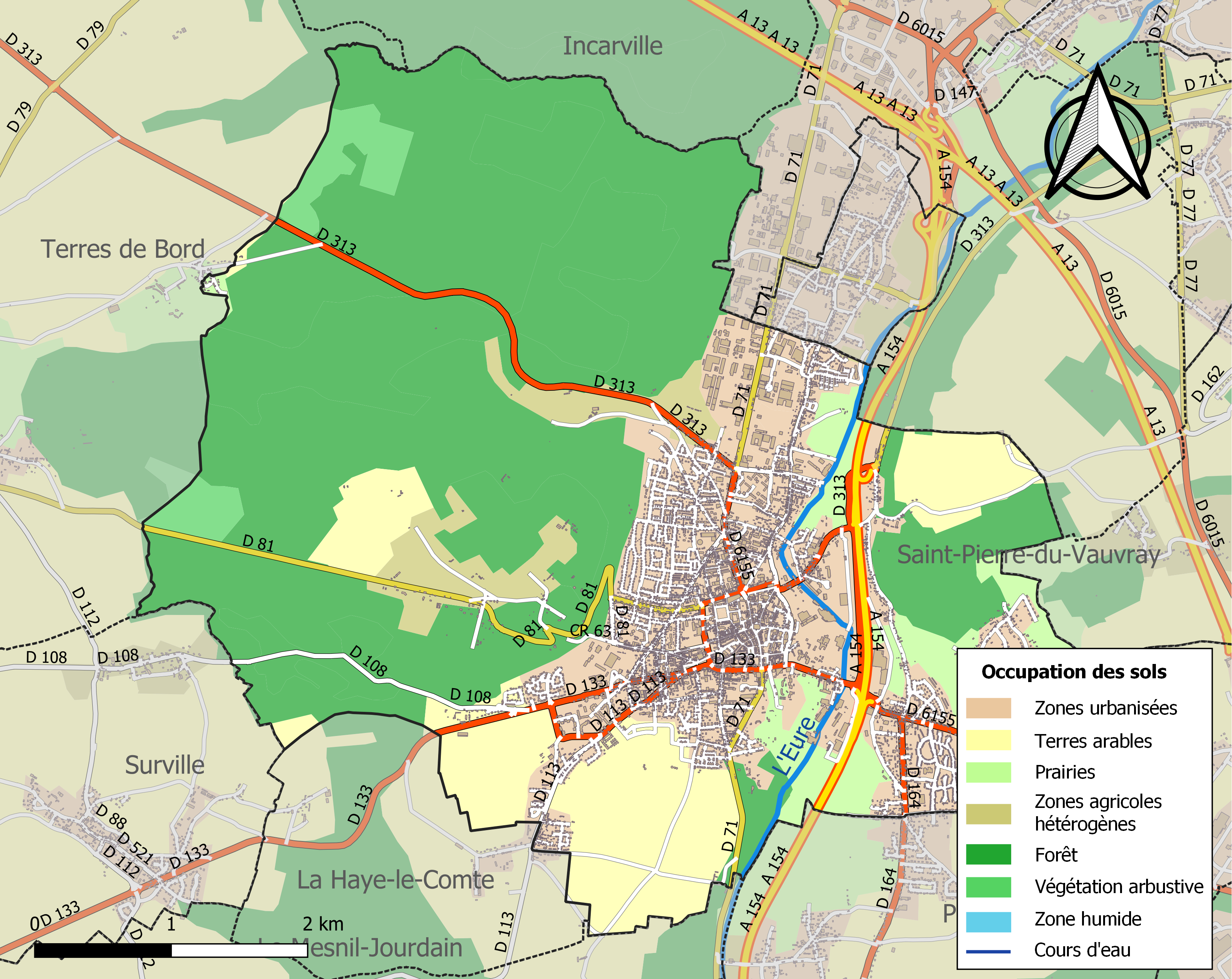

## Demografie
Onderstaande figuur toont het verloop van het inwonertal (bron: INSEE-tellingen).

## Partnersteden
- San Vito dei Normanni (Italië)
- Weymouth (GB)
- Holzwickede (Duitsland)

## Geboren
- Pierre Nicolas d'Incarville (1706-1757), Frans jezuïet en amateur botanicus
- Maurice Duruflé (1902-1986), Frans organist en componist

## Bekende inwoners
- Olivier Besancenot[4] (1974), politicus
- Jakobus Laval (1803-1864), priester
- Pierre Mendès France (1907-1982) politicus, burgemeester van Louviers

## Afbeeldingen

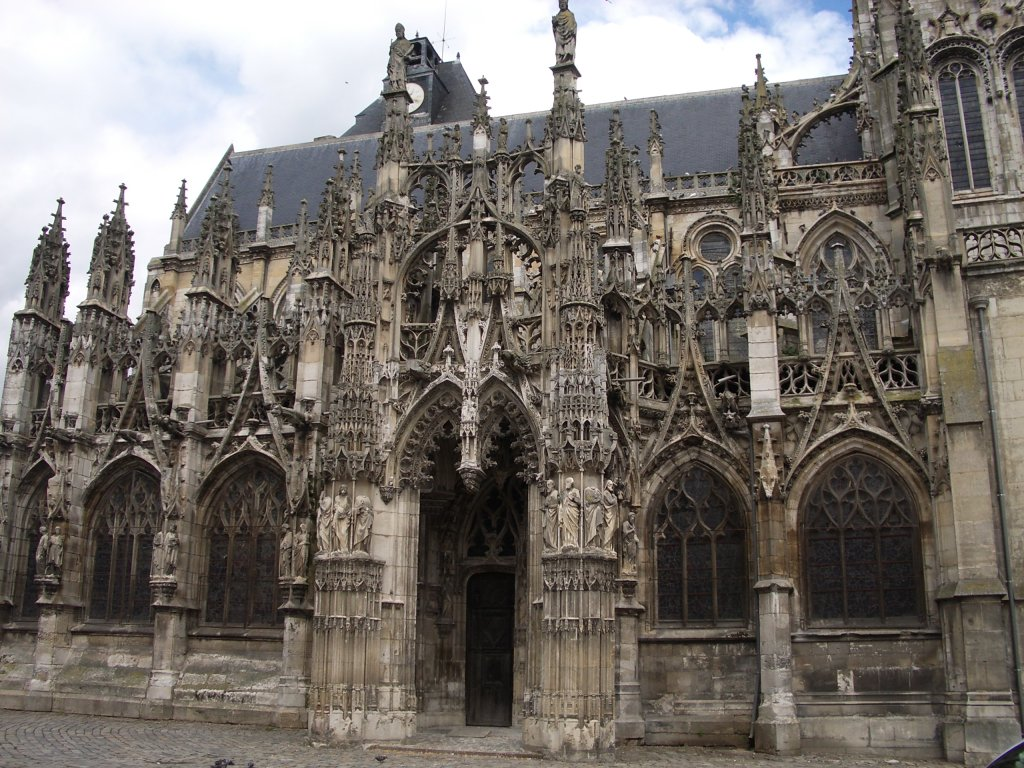
Kerk Notre-Dame
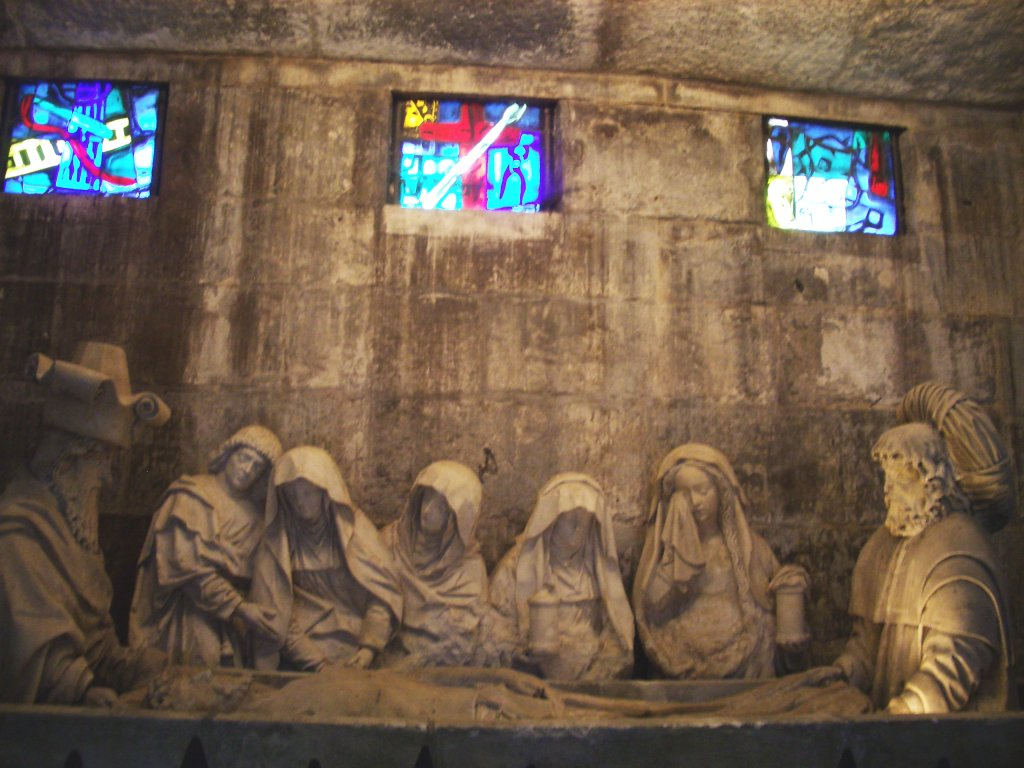
Graflegging (15e eeuw), Kerk Notre-Dame
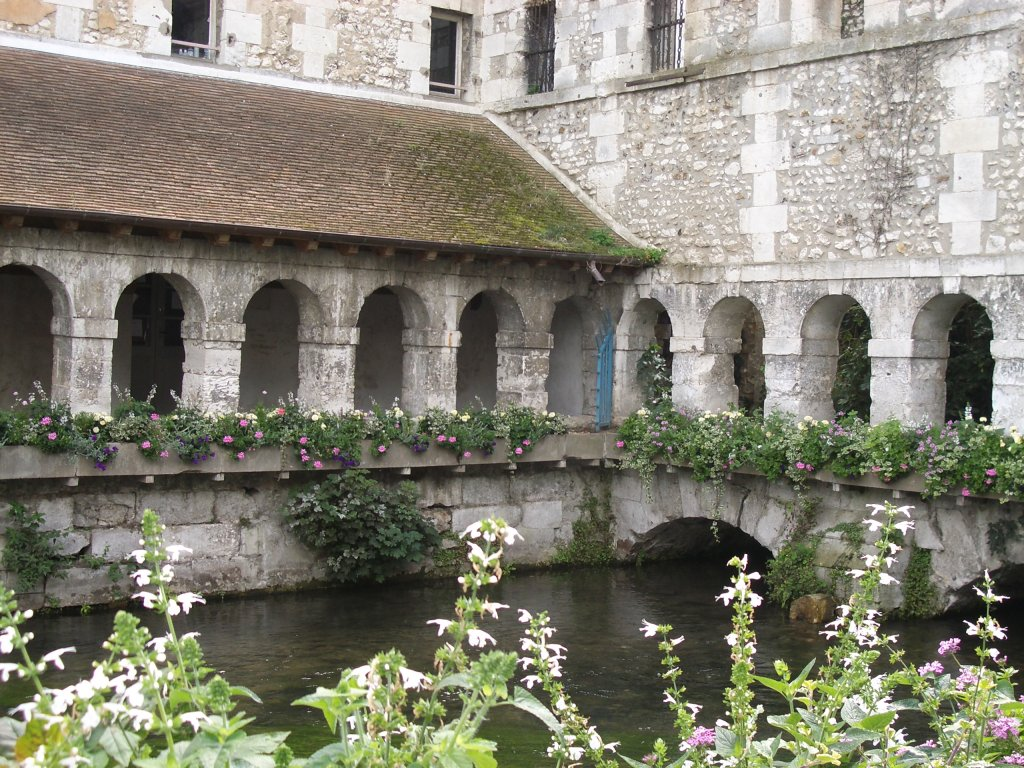
Cloître des Pénitents
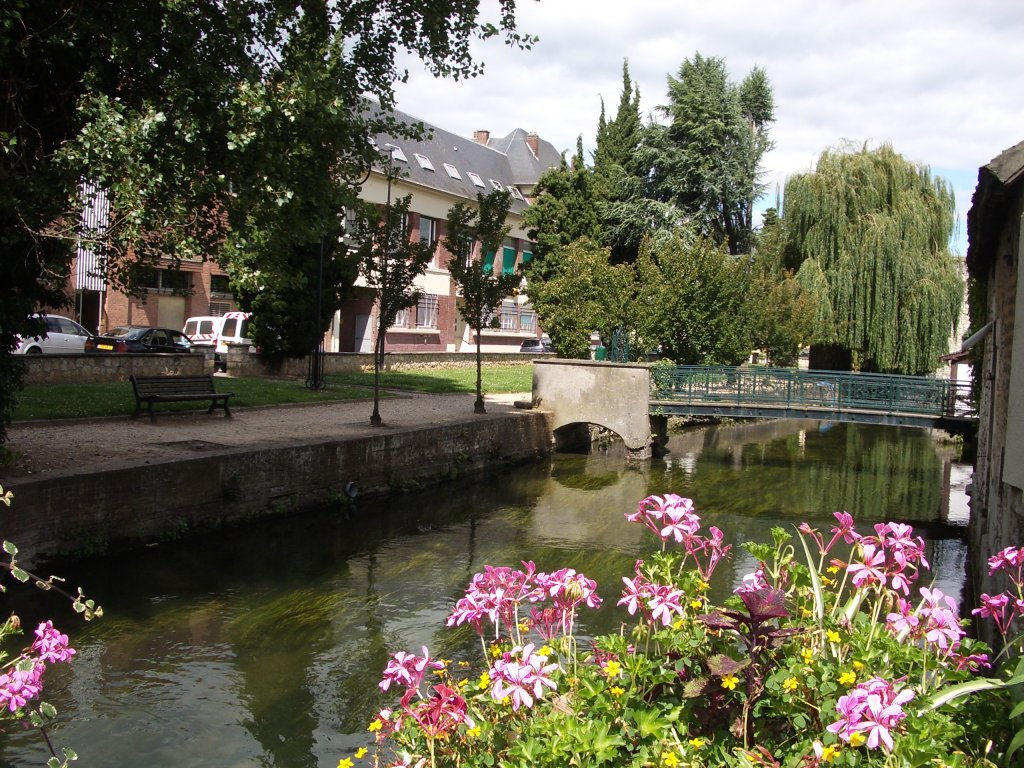
Kanalen van Louviers
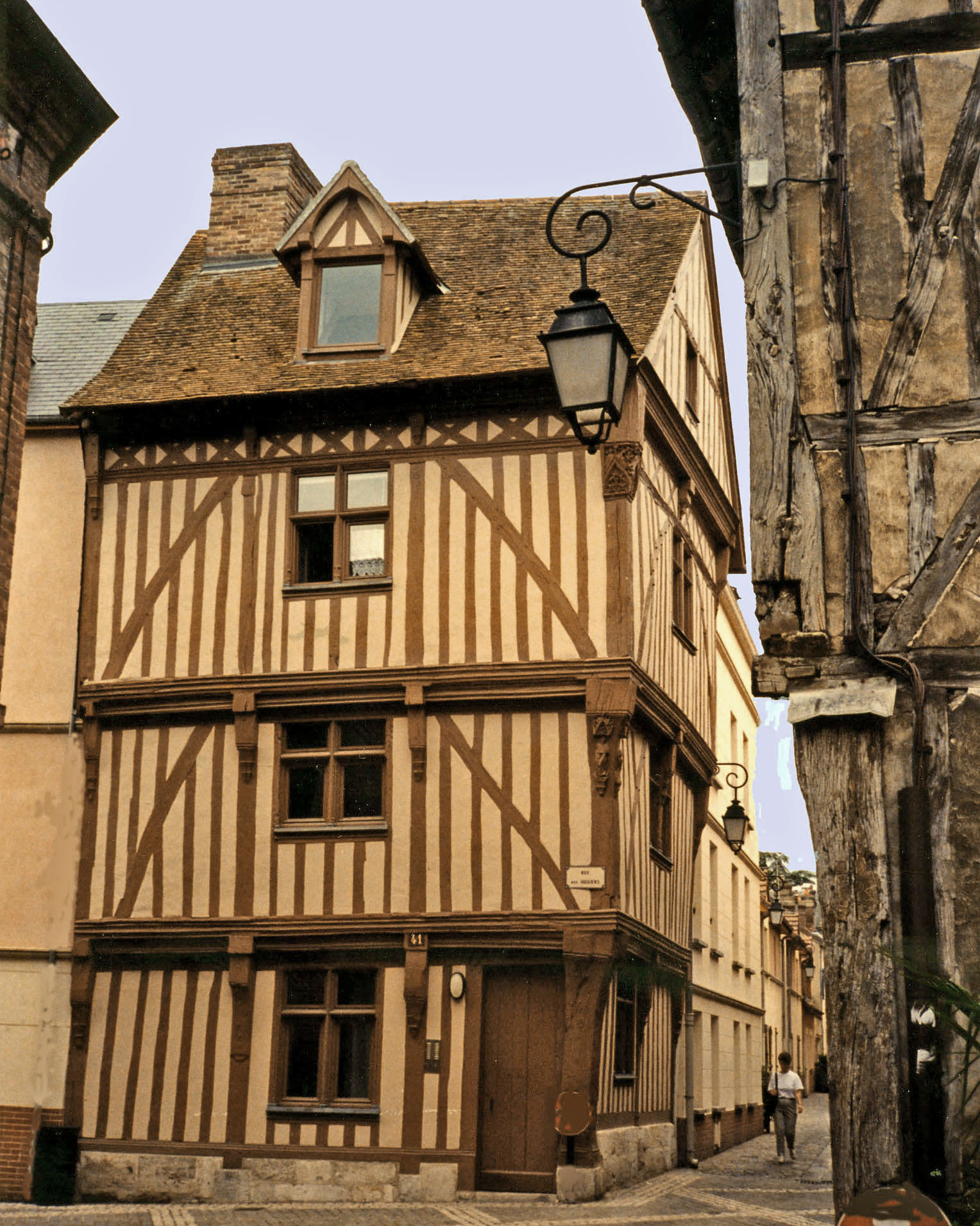
Maison du Parlement